# Basilika St. Engratia

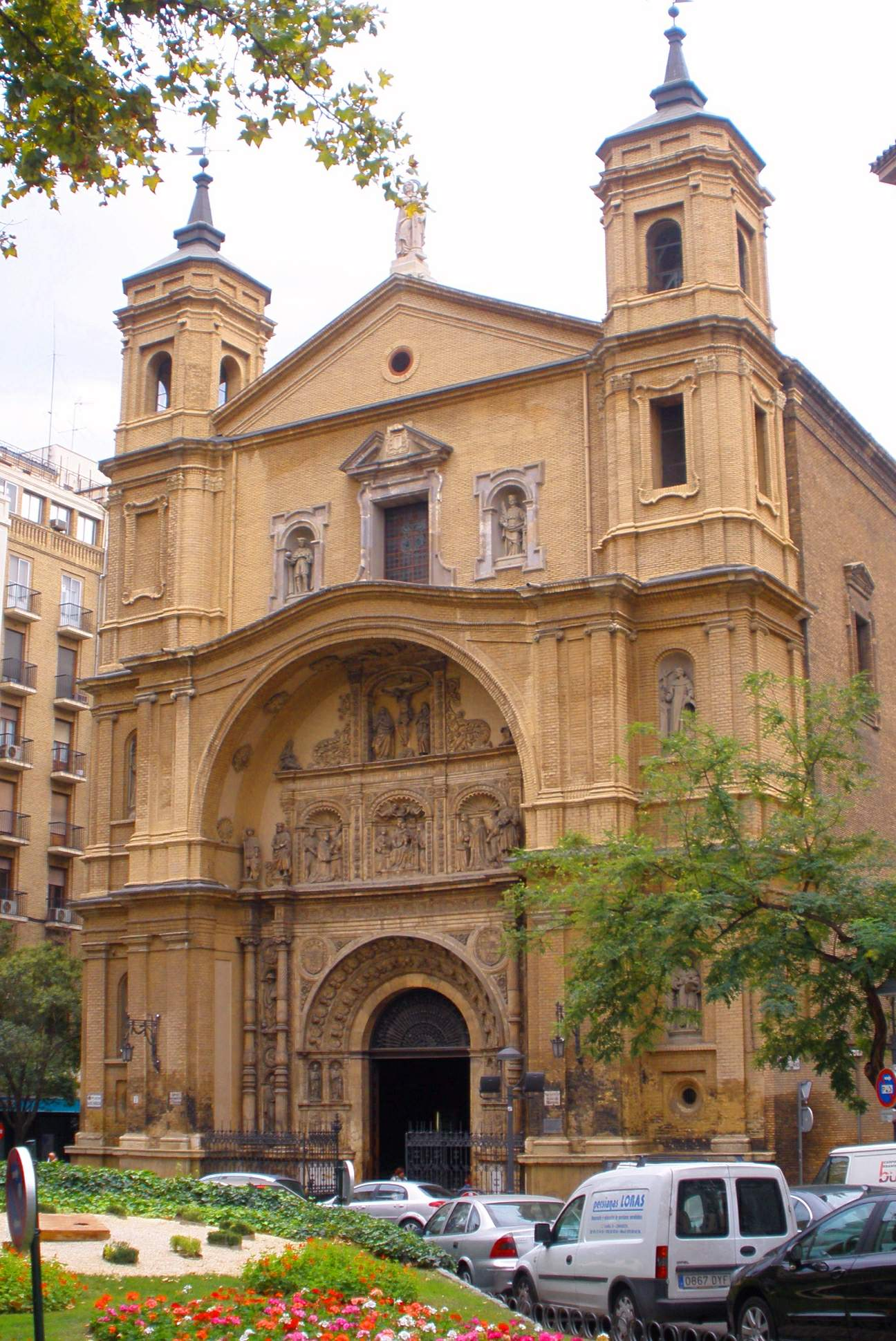
Eingangsfassade der Basilika St. Engratia

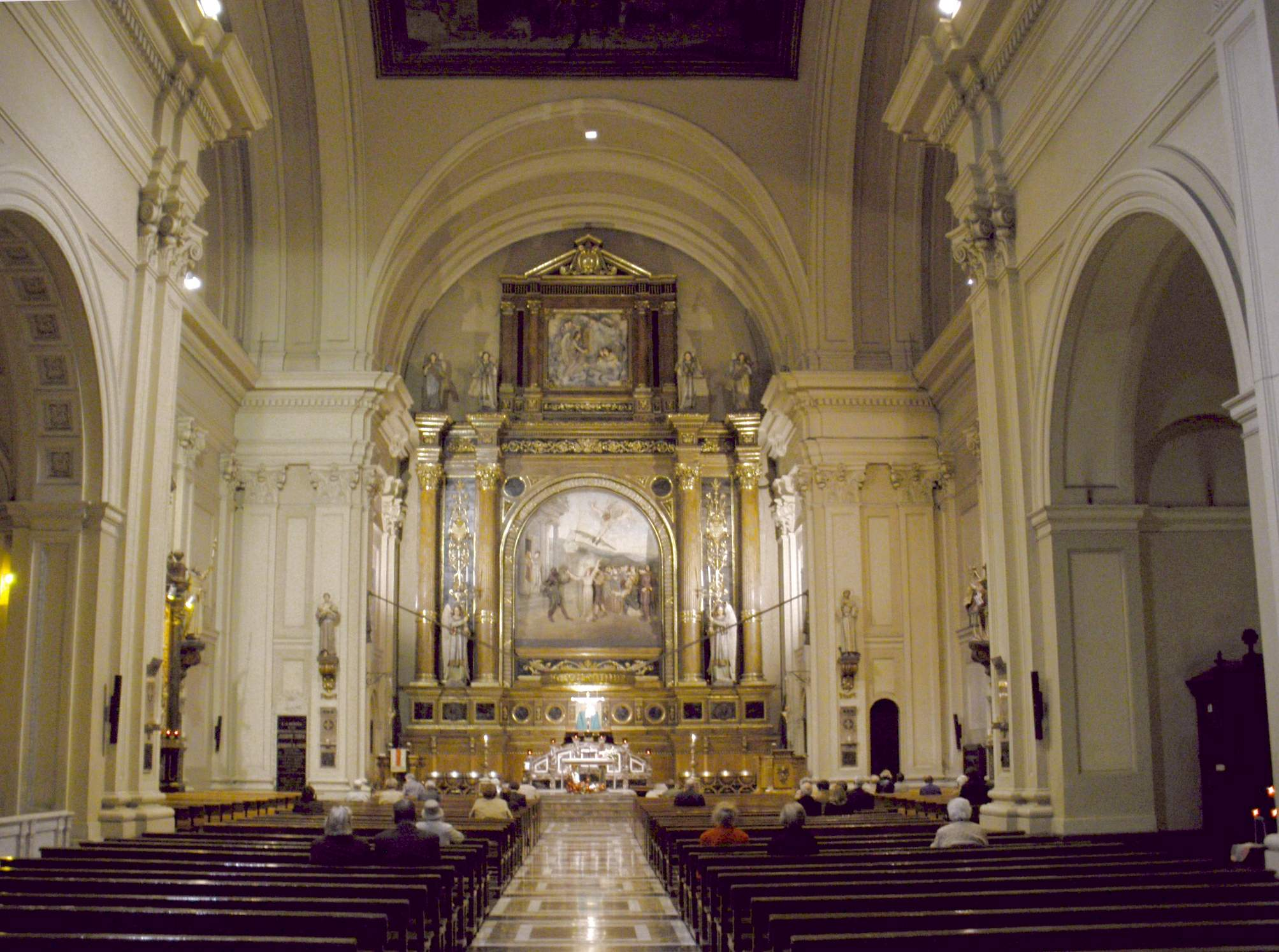
Innenraum

Die Basilika St. Engratia (spanisch Basílica Santa Engracia) ist eine römisch-katholische Kirche in Saragossa, Hauptstadt der spanischen autonomen Gemeinschaft Aragonien. Die Kirche des Erzbistums Saragossa ist der Märtyrerin Engratia von Saragossa gewidmet und trägt den Titel einer Basilica minor. Die Krypta geht bis auf das 4. Jahrhundert zurück, das Portal stammt von der Klosterkirche aus dem 15. Jahrhundert. Die bis auf das Portal 1808 von Franzosen gesprengte Kirche wurde Ende des 19. Jahrhunderts wiederaufgebaut.

## Geschichte
Der Ursprung der Kirche liegt in einer christlichen Kapelle aus dem 4. Jahrhundert, in der die Überreste von Engratia und anderer Märtyrer von Saragossa verehrt wurden. Diese Basilika der achtzehn Märtyrer blieb während der Westgotenzeit eine Kirche. An dem um 400 gegründeten Benediktinerkloster studierte Eugenius III. von Toledo unter Braulio von Saragossa. Während der islamischen Herrschaft war die Kirche das Zentrum eines Viertels mit mozarabischer Bevölkerung, das außerhalb der Mauern der Medina lag und das daher den christlichen Gottesdienst erlaubte. Die Katakomben wurden wieder genutzt und dienten während dieser Zeit als Begräbnisstätte.
Bei einer zufälligen Ausgrabung im Jahr 1389 wurden die Gebeine von Santa Engracia und Lupercio in zwei Nischen in einem Steintumulus entdeckt, in die ihre Namen eingraviert waren, beide waren vielleicht aus Furcht vor den Mozarabern erneut in den Katakomben bestattet worden. Für die wiederbeginnende Verehrung wurde eine neue Kirche im gotischen Stil gebaut, die jedoch erst 1450 durch den Erzbischof von Saragossa, Dalmau de Mur, fertiggestellt wurde.
In der zweiten Hälfte des 15. Jahrhunderts wollte Johann II. aus Dankbarkeit für seine Heilung von einer Augenkrankheit (Katarakt) St. Engratia ein Kloster widmen, aber der Neubau des Klosters wurde erst unter der Herrschaft Ferdinand des Katholischen in Angriff genommen. Das Hieronymuskloster im plateresken Stil besaß ein Renaissance-Portal, das bis 1514 von Gil Morlanes dem Älteren konzipiert und ausgeführt und von seinem Sohn Gil Morlanes dem Jüngeren vollendet wurde.
Das Kloster wurde von französischen Truppen am Ende der ersten Belagerung von Saragossa in der Nacht vom 13. auf den 14. August 1808 gesprengt. Die Decke der Kirche wurde stark beschädigt und der Rest des Gebäudes wurde zu einer Ruine. 1835 wurden die Hieronymitenmönche aufgrund der Desamortisation von Juan Álvarez Mendizábal aus ihrem angrenzenden Kloster vertrieben. 1882 wurde das Kloster aufgegeben und als Nationaldenkmal eingestuft.
Am 3. November 1891 legte der Bischof von Huesca, Vicente Alda, den Grundstein für einen neuen Wiederaufbau des Heiligtums nach den Plänen der Architekten Ricardo Magdalena und Julio Bravo. Am 16. April 1899 wurde die neue Kirche geweiht. Die Restaurierung der Fassade, die die Zerstörung von 1808 überstanden hatte, wurde dem Bildhauer Carlos Palao anvertraut.
Am 11. Juli 1991 erhob Papst Johannes Paul II. die Kirche St. Engratia in den Rang einer Basilica minor.

## Beschreibung

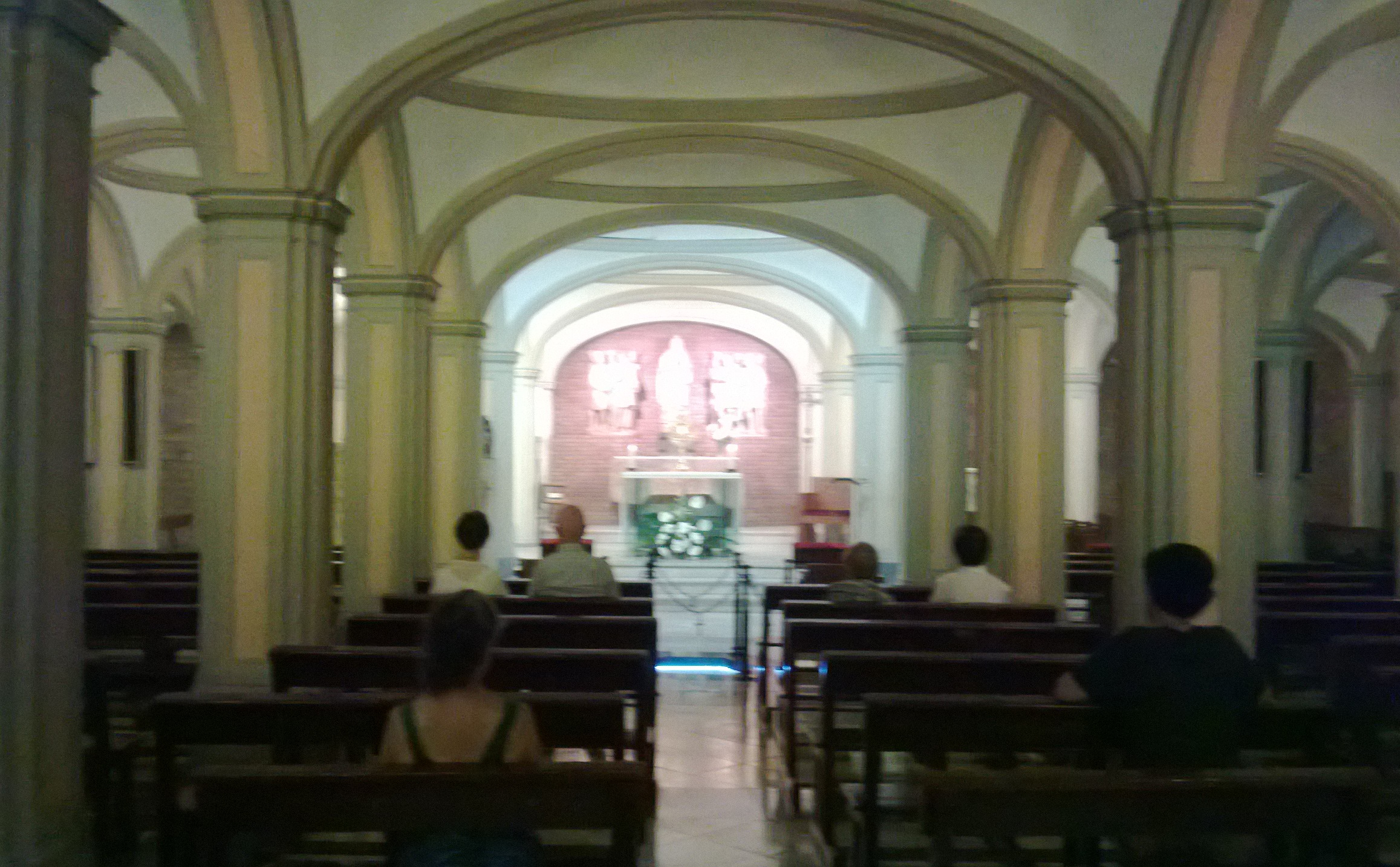
Krypta

Das erhaltene Kirchenportal auf der Nordseite ist in Form eines Retabels gestaltet, das an den königlichen Schutz des Klosters und die dort verehrten heiligen Märtyrer erinnert. In vier Nischen an den Seiten des Eingangs werden vier Kirchenväter dargestellt. Die oberen Nischen zeigen die Jungfrau der Heiligen Massen (Santas Masas) und die katholischen Könige, die den Bau förderten.
Die einschiffige Saalkirche ist mit Seitenkapellen ausgestattet, über denen sich Obergadenfenster öffnen. Das aktuelle Altarbild aus dem 19. Jahrhundert ist ein Werk der Bildhauer Josep Llimona und Eusebi Arnau aus Barcelona.
Die ursprüngliche Krypta war geostet mit einem Taufbecken im Westen. Da damals nur ein Baptisterium je Stadt existierte, wird hier auch der Bischofssitz vermutet. Aus der alten Kirche der Heiligen Massen (Santas Masas) stammen zwei frühchristliche Sarkophage, die von römischen Werkstätten in der ersten Hälfte des 4. Jahrhunderts hergestellt wurden: das Receptio animae (1998 restauriert) und die Petrus-Trilogie (1991 restauriert).